# La Pensée et l'Action

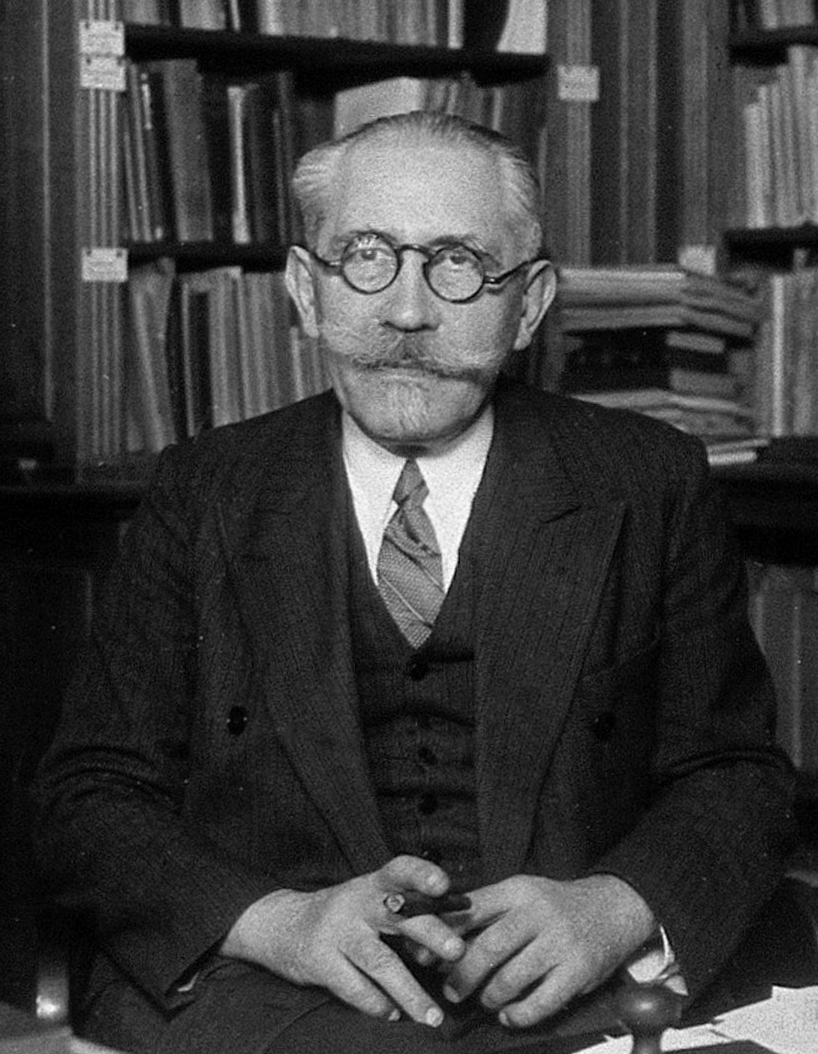
Paul Langevin (1872-1946).

La Pensée et l'Action est un recueil de 357 pages de textes scientifiques, épistémologiques et politiques de Paul Langevin, édité par Paul Labérenne en 1950, après la mort de l'auteur,,.

## Présentation
Les textes sont recueillis et présentés par Paul Labérenne et sont précédés de deux préfaces en forme d'hommages, l'une de Frédéric Joliot, physicien nucléaire et élève de Paul Langevin, et l'autre de Georges Cogniot, député puis sénateur communiste français. 
L'ouvrage combine une présentation biographique de la vie de l'auteur avec la présentation de ses textes savants, ainsi que des hommages qu'il a rendus entre autres à son ami Romain Rolland ou à son gendre Jacques Solomon. 
Le titre de l'ouvrage reprend celui d'une des dernières conférences de Paul Langevin prononcée le 10 mai 1946 à l'Union Française Universitaire,,.